# کیلمارتین
کیلمارتین (به انگلیسی: Kilmartin) یک روستا در بریتانیا است که در آرگایل و بوت واقع شده‌است.